# 1958年の日本競馬
1958年の日本競馬（1958ねんのにほんけいば）では、1958年（昭和33年）の日本競馬界についてまとめる。馬齢は旧表記で統一する。
1957年の日本競馬 - 1958年の日本競馬 - 1959年の日本競馬

## 概要

### ハクチカラの海外挑戦
この年、ハクチカラがアメリカ合衆国への遠征を挙行し、5月25日に主戦騎手の保田隆芳とともにアメリカへと渡って行った。ハクチカラと保田はハリウッドパーク競馬場で3戦、デルマー競馬場で2戦をこなし、国際競馬進出の先鞭となった。保田は9月30日に帰国したが、ハクチカラはその後も残って競走を続け、1960年1月になって帰国した。

## できごと

### 1月 - 3月
- 1月9日 - 中央競馬馬主相互会が設立される[1]。
- 1月16日 - 中山競馬場開設30周年式典が挙行される[1]。
- 3月19日 - 銀座場外発売所が改築される[1]。
- 3月19日 - アメリカ合衆国・NASRC（州競馬委員会全国協会）の総会に、日本中央競馬会の藤原正治常務理事ら3名が招聘される[1]。

### 4月 - 6月
- 4月6日 - 第3回中山競馬2日において厩務員ストライキが発生、警官隊ともみあいになり、その影響で第9競走の発走が5分遅れた[1]。
- 4月14日 - 東京競馬場のローズガーデンが新設工事完了する[1]。
- 5月25日 - 第25回東京優駿に国賓として招いたマラヤ連邦首相トゥンク・アブドゥル・ラーマンのほか、各国IOC委員、各国大公使、岸信介その他閣僚らが東京競馬場にて観覧した[1]。
- 5月26日 - ハクチカラと主戦騎手の保田隆芳がアメリカ遠征のために羽田空港を出発[1]。

### 7月 - 9月
- 7月18日 - 福島競馬場のスタンド改築工事が竣工[1]。
- 8月15日 - 札幌競馬場の1号スタンド改築工事が竣工[1]。
- 9月1日 - 日本中央競馬会健康保険組合が発足[1]。
- 9月10日 - 1943年の金属回収令にて撤去されていた、京都競馬場のスタンド屋根の復旧工事が竣工[1]。

### 10月 - 12月
- 12月16日 - 横浜港に日本中央競馬会の輸入種牡馬、マイナーズランプとオーブリオンの2頭が入港する[1]。
- 12月22日 - 社団法人競走馬育成協会が設立される[2]。
- 12月23日 - 渋谷場外馬券発売所が竣工[2]。

### その他
- 岡山県の岡山競馬場が廃止される[2]。

## 競走成績

### 中央競馬の主な競走
- 第18回桜花賞（阪神競馬場・3月23日）優勝 : ホウシユウクイン（騎手 : 上田三千夫）
- 第37回天皇賞（春）（京都競馬場・4月29日） 優勝 : オンワードゼア（騎手 : 野平好男）
- 第18回皐月賞（中山競馬場・4月20日）優勝 : タイセイホープ（騎手 : 渡辺正人）
- 第19回優駿牝馬（オークス）（東京競馬場・5月18日) 優勝 : ミスマルサ（騎手 : 八木沢勝美）
- 第25回東京優駿競走（日本ダービー）（東京競馬場・5月25日) 優勝 : ダイゴホマレ（騎手 : 伊藤竹男）
- 第19回菊花賞（京都競馬場・11月16日） 優勝 : コマヒカリ（騎手 : 浅見国一）
- 第38回天皇賞（秋）（東京競馬場・11月23日） 優勝 : セルローズ（騎手 : 石毛善衛）
- 第3回有馬記念（中山競馬場・12月21日） 優勝 : オンワードゼア（騎手 : 八木沢勝美）

### 中央競馬・障害
- 第40回中山大障害（春）（中山競馬場・6月29日）優勝 : ケニイモア（騎手 : 目時重男）
- 第41回中山大障害（秋）（中山競馬場・10月12日）優勝： ケニイモア（騎手：目時重男）

## 表彰

### 啓衆社賞
- 年度代表馬・最優秀5歳以上牡馬 オンワードゼア
- 最優秀3歳牡馬 ウネビヒカリ
- 最優秀3歳牝馬 キヨタケ
- 最優秀4歳牡馬 ダイゴホマレ
- 最優秀4歳牝馬 ミスマルサ
- 最優秀5歳以上牝馬 セルローズ
- 最良スプリンター ヒシマサル
- 最優秀障害馬 ケニイモア
- 最優秀アラブ シユンエイ

## 誕生
この年に生まれた競走馬は1961年のクラシック世代となる。

### 競走馬
- 3月11日 - アズマテンラン
- 3月16日 - ムーティエ
- 3月25日 - シンツバメ
- 3月28日 - スギヒメ
- 4月15日 - チトセホープ
- 5月15日 - ハクシヨウ[3]
- 6月2日 - クリヒデ
- 6月11日 - リユウライト
- 不明 - シプリアニ、コランディア

### 人物
- 1月20日 - 土屋薫騎手（大井）
- 4月15日 - 石栗龍彦調教師（JRA）
- 5月24日 - 川村禎彦調教師（JRA）
- 6月12日 - 服部利之調教師（JRA）
- 6月14日
  - 昆貢騎手、調教師（JRA）
  - 秋田実騎手（船橋）
- 9月29日 - 安藤賢一騎手（JRA）
- 11月6日 - 東田幸男騎手（JRA）
- 11月16日 - 原口次夫騎手、調教師（名古屋）

## 死去

### 競走馬・種牡馬
- 10月14日 - キタノオー

### 人物
- 5月18日 - 安田伊左衛門（日本中央競馬会顧問）[1]